# Amalarik

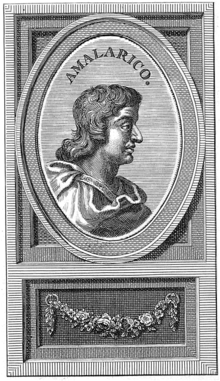
Amalarik

Amalarik (502 - 531) was een koning der Visigoten.
Hij was de zoon van Alarik II en Thiudigotho, een dochter van Theodorik de Grote, koning van de Ostrogoten. Amalariks vader, Alarik II sneuvelde in 507 in de Slag bij Vouillé. Het was een nederlaag tegen Clovis I, koning van de Franken. Amalarik werd in veiligheid gebracht naar Italië, waar zijn grootvader Theodorik de Grote regeerde.
Alarik II had niet voor een erfgenaam gezorgd, hoewel hij twee zonen had. Eén ervan was nog te jong om te regeren en de andere was onrechtmatig. Uiteindelijk besteeg de oudste zoon, Gesalec, toch de troon. Zijn regering was echter desastreus en Theodorik De Grote greep in door een leger te sturen naar Gesalec. Het Ostrogotische leger onder leiding van Theudis dwong Geselac te vluchten naar Afrika. Nu lag de weg open voor Amalarik.
Na de dood van Clovis I in 511 onderhandelde Theodorik De Grote met zijn opvolgers. Op deze manier verzekerde hij de Visigotische controle over Gallië. Amalarik werd in 522 tot koning uitgeroepen maar besteeg de troon pas in 526, na de dood van Theodorik de Grote. Hij kreeg de macht over Spanje en een stuk van de Languedoc. Hij herinstalleerde de Visigotische macht en benoemde Narbonne tot de hoofdstad.
Amalarik probeerde de goede banden met de Franken te herstellen. Een van de methoden hiervan was het toepassen van de huwelijkspolitiek. Hij huwde met een dochter van Clovis, Clothilda. Maar het feit dat Amalarik ariaan was, leverde een voorwendsel voor de katholieke Franken om in te grijpen. Childebert I trok ten oorlog tegen Amalarik en versloeg hem bij Narbonne in 531. Sommige bronnen zeggen dat de koning stierf tijdens deze strijd, anderen zeggen dat hij naar Barcelona kon vluchten maar daar vermoord werd door zijn eigen mannen (vermoedelijk door Theudis). Dit betekende het einde van de koninklijke dynastie der Balti en van de Visigotische macht benoorden van de Pyreneeën. Voortaan lag het zwaartepunt in Spanje.
Alarik I ·
Athaulf ·
Sigerik ·
Wallia ·
Theoderik I ·
Thorismund ·
Theoderik II ·
Eurik ·
Alarik II ·
Gesalic ·
Amalarik ·
Theudis ·
Theudigisel ·
Agila I ·
Athanagild ·
Liuva I ·
Leovigild ·
Reccared I ·
Liuva II ·
Witterik ·
Gundemar ·
Sisebut ·
Reccared II ·
Suintila ·
Sisenand ·
Chintila ·
Tulga ·
Chindaswinth ·
Recceswinth ·
Wamba ·
Erwig ·
Ergica ·
Wittiza ·
Roderik ·
Achila II ·
Ardon